# Comedia romántica

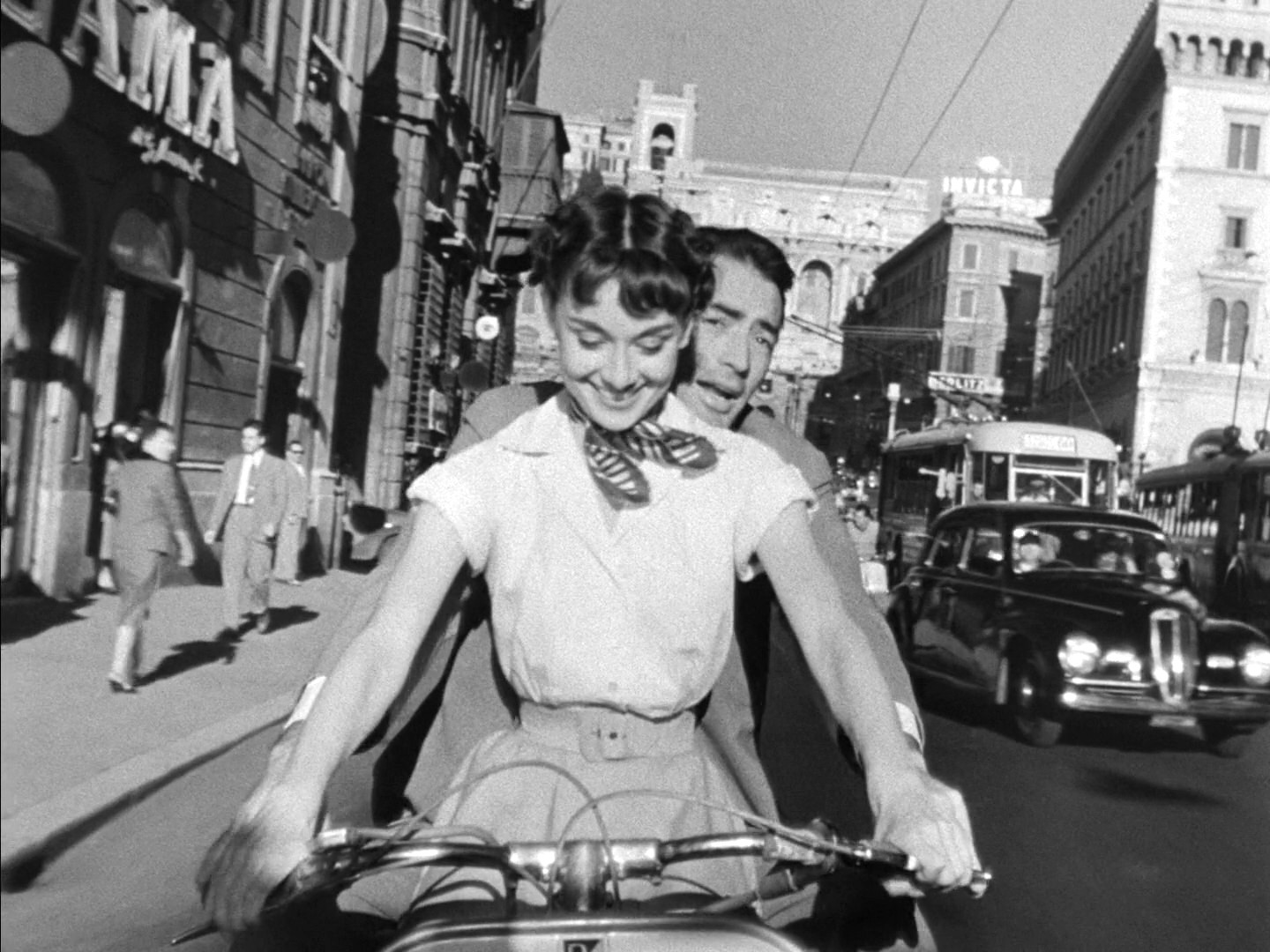
Audrey Hepburn y Gregory Peck, protagonistas de la comedia romántica Roman Holiday.

La comedia romántica es un subgénero de las películas de comedia, así como de las películas románticas.
El argumento básico de una comedia romántica es que dos personas se conocen, usualmente en un encuentro inusual, bromean entre ellas, pero a pesar de la atracción obvia para la audiencia no se ven románticamente involucrados por algún tipo de factor interno (exteriormente ellos no se gustan mutuamente) o por una barrera externa (uno de ellos tiene una relación amorosa con otra persona, por ejemplo). En algún momento, después de diversas escenas cómicas, ellos se separan por alguna razón. Uno u otro entonces se da cuenta de que ellos son perfectos el uno para el otro, y (normalmente después de un espectacular esfuerzo o una increíble coincidencia) ellos se encuentran de nuevo, declarándose amor eterno el uno para el otro, y viven felices para siempre.
Por supuesto, hay numerosas variaciones en esta básica línea argumental. No es ni siquiera esencial que los dos personajes principales acaben cada uno en los brazos del otro: La boda de mi mejor amigo es un buen ejemplo.
El formato básico de una comedia romántica es muy anterior al cine. Por ejemplo, muchas de las obras de teatro de William Shakespeare, como Mucho ruido y pocas nueces y El sueño de una noche de verano, se sitúan de lleno dentro del género de la comedia romántica. Otros ejemplos muy recordados son las series Mi bella Genio y Hechizada; que se caracterizaron por poseer comedia y romanticismo entre los personajes.